# Bewijs door constructie
Een bewijs door constructie is een manier om een wiskundig bewijs te leveren. Door een voorbeeld te construeren, een methode te geven hoe het geconstrueerd kan worden, laat men zien dat er een wiskundig object is dat aan bepaalde eisen voldoet.

## Voorbeeld
Het bewijs dat de verzameling van rationale getallen aftelbaar is kan worden geleverd door een rij te construeren waarin alle breuken minstens een keer voorkomen. Voor de positieve rationale getallen kan dat als volgt:
{\displaystyle {\begin{matrix}{\frac {1}{1}}&\rightarrow &{\frac {1}{2}}&&{\frac {1}{3}}&\rightarrow &{\frac {1}{4}}\\&\swarrow &&\nearrow &&\swarrow &\\{\frac {2}{1}}&&{\frac {2}{2}}&&{\frac {2}{3}}&&\ddots \\\downarrow &\nearrow &&\swarrow &&&\\{\frac {3}{1}}&&{\frac {3}{2}}&&\ddots &&\\&\swarrow &&&&&\\{\frac {4}{1}}&&\ddots &&&&\\\downarrow &&&&&&\\\vdots &&&&&&\end{matrix}}}

### Tegenvoorbeeld
Bewijs door constructie wordt ook vaak toegepast in de vorm van het geven van tegenvoorbeelden, een voorbeeld waaruit blijkt dat een stelling niet algemeen geldig is. Door het geven van een ontbinding van {\displaystyle 2^{2^{5}}+1} kon men bijvoorbeeld laten zien dat niet alle fermatgetallen priemgetallen zijn.

## Bestaansbewijs
Soms wordt voor het bewijs door constructie ook wel de term bestaansbewijs gebruikt. Die term is wat verwarrend, omdat het ook kan slaan op het bewijs dat een bepaald wiskundig object bestaat. Een bewijs daarvan kan echter ook worden gegeven zonder dat er maar een suggestie is hoe een dergelijk object te vinden. 
Het bewijs dat er transcendente getallen bestaan kan worden gegeven door te laten zien dat de verzameling van reële getallen een grotere kardinaliteit heeft dan de verzameling van algebraïsche getallen. Daarmee weet je dat een transcendent getal bestaat, maar niet hoe zo'n getal te vinden.